# Ringberg (Naturschutzgebiet)
Koordinaten: 49° 42′ 16″ N, 7° 33′ 57″ O
Das Naturschutzgebiet Ringberg liegt im Landkreis Bad Kreuznach in Rheinland-Pfalz am Südhang des 400 m hohen Ringbergs im Nordpfälzer Bergland. Das etwa 50 ha große Gebiet, das im Jahr 1978 unter Naturschutz gestellt wurde, erstreckt sich nordwestlich der Ortsgemeinde Schweinschied. Am westlichen und südlichen Rand des Gebietes fließt der Strüterbach. Unweit westlich und südlich verläuft die Kreisstraße K 67.
Schutzzweck ist die Erhaltung der charakteristischen Eigenart des Ringberges mit seinem Eichen-Elsbeeren- und Hainbuchen-Wald, seinen submediterranen Trockenrasen und den Relikten einer Glatthaferwiese sowie die Erhaltung von Lebensgemeinschaften wertvoller und seltener Pflanzen aus wissenschaftlichen Gründen.